# 藍色和猶太教
藍色在猶太教中象徵神性，這是由於藍色是天空和海洋的象徵。藍色也可以表示均衡，因其的色調表示和黑白、晝夜之間的調和。據數位拉比聖人稱，藍色是上帝榮耀的顏色。許多猶太教物品也是用藍紫色的布覆蓋。

## 外部連結
- The Ptil Tekhelet Organization（页面存档备份，存于） dedicated to the manufacture and distribution of tekhelet fringes.